# Гапон, Евгений Никитич
Евгений Никитич Гапон (1904—1950) — советский учёный-химик, специалист в области физикохимии почв, разработчик теории ионного обмена, гидратации и термодинамики.
Доктор химических наук, профессор Харьковского медицинского института и Московской сельскохозяйственной академии имени К. А. Тимирязева.

## Биография
Родился 23 января 1904 года в селе Василевка Екатеринославской губернии. В 1920 году окончил Полтавскую гимназию (Александровское реальное училище). Из гимназических товарищей впоследствии поддерживал близкие дружеские отношения с Д. Д. Иваненко.
В 1924 году поступил на химический факультет Харьковского государственного университета. Будучи студентом второго курса, Евгений Гапон одновременно стал аспирантом кафедры неорганической химии. Ученик профессора Г. Е. Мухина.
В 1929 году Е. Н. Гапон был избран профессором, руководителем кафедры неорганической химии Харьковского медицинского института. За период с 1925 по 1932 год опубликовал 58 научных статей в советских и международных периодических изданиях (Zeitschrift für Physikalische Chemie, Zeitschrift für anorganische und allgemeine Chemie, Zeitschrift für Elektrochemie и т. п.). В них он исследовал вопросы термодинамики, кинетики, гидратации, комплексообразованию, полимеризации, электрохимии, коллоидной химии, фотохимии и другие проблемы.
Осенью 1930 года в Московской сельскохозяйственной академии имени К. А. Тимирязева был объявлен конкурс на вакантные должности профессора коллоидной химии и доцента физической химии. По конкурсу заведующим кафедры физической химии был избран профессор Е. Н. Гапон.
В 1932 году Е. Н. Гапон совместно с физиком-теоретиком Д. Д. Иваненко предложили протонно-нейтронную теория строения ядра атома, в соответствии с которой ядро атома состоит из протонов и нейтронов, которые, как и электроны, относятся к элементарным частицам. В качестве развития этой модели выдвинули концепцию ядерных оболочек — первую оболочечную модель ядра Иваненко-Гапона, сыгравшую фундаментальную роль в ядерной физике, вплоть до современного открытия Ю. Ц. Оганесяном и другими учёными (Объединённый институт ядерных исследований) острова стабильности ядер с Z > 112.
В 1936 году без защиты диссертации получил учёную степень доктора химических наук за экспериментальные и теоретические работы по кинетике химических реакций: скорость полимеризации и кинетика кристаллизации.
Около 40 научных работ Е. Н. Гапона и его коллег посвящены вопросам физикохимии почв. В качестве развития направления в почвоведении и агрономической химии академика К. К. Гедройца и Г. Вигнера были изучены закономерности обмена катионов и анионов в почвах, почвенная кислотность, различные виды поглотительной способности почв и дана классификация видов поглотительной способности почв. Кроме того, он является разработчиком методов определения обменной и гидролитической кислотности почв, им были исследованы адсорбционные свойства алюмосиликатов и, в частности, изучен вопрос об алюмосиликатах как слабых ацидоидах.
За ряд работ по теории растворов, в частности, о методе определения степени гидратации, Русское физико-химическое общество присудило Е. Н. Гапону в 1931 году Малую премию имени Д. И. Менделеева.
В годы Великой Отечественной войны профессор Е. Н. Гапон работал в штабе противовоздушной обороны Москвы.
В 1944 году Е. Н. Гапон устроил Д. Д. Иваненко в Тимирязевскую академию, где они впервые в СССР начали биофизические исследования с применением радиоактивных изотопов.
В последние годы учёный работал над теорией ионного обмена и адсорбции, гидратации ионов и грунтоведения, изучал механизм фиксации атмосферного азота микрооргамизмами и строение почвенных коллоидов. Участвовал в разработке теории ионообменной хроматографии.
Умер в 1950 году в Москве. Похоронен на Ваганьковском кладбище (15 уч.).

## Труды
Наиболее известны работы Е. Н. Гапона по изучению физикохимии почв и закономерностей ионного обмена. Профессор Е. Н. Гапон дал объяснение нелинейному характеру изотерм катионного обмена в почвах и предложил уравнение (ныне известное как уравнение Гапона), широко используемое в химии.
Автор 167 научных трудов, а также учебных пособий по неорганической химии для медиков (1932), физколлоидной химии для медиков (1932), физической и коллоидной химии. Некоторые публикации:
- Гапон Е. Н., Иваненко Д. Д. Альфа-частицы в лёгких ядрах. ДАН СССР, Новая Серия, т.4, 1943. — С. 275—277.
- Гапон Е. Н., Гапон Т. Б. Хроматографический метод разделения ионов / Сборник статей под ред. Е. Н. Гапона, Издатинлит, 1949.

В качестве редактора:
- Каблуков И. А. Физическая и коллоидная химия / под ред. проф. Е. Н. Гапона. 4-е изд., испр. и доп. М.: Гос. изд-во сельскохозяйственной литературы, 16-я тип. Главполиграфиздата, 1949. — 464 с.

## Награды и звания
- Медали
- Менделеевская премия (1931).
- Доктор химических наук (1936), профессор (1929).

Мемориальная доска на учебном корпусе МСХА.

## Память
В Москве на здании учебного корпуса № 6 Московской сельскохозяйственной академии имени К. А. Тимирязева (Тимирязевский проезд, дом № 2), где Е. Н. Гапон работал с 1930 по 1950 год, установлена мемориальная доска.

## Документы
- Дело: Гапон Евгений Никитич. ГА РФ. Ф. Р9506. оп.4. дело 101.